# Mount Belgrave
Mount Belgrave är ett berg i Antarktis. Det ligger i Östantarktis. Nya Zeeland gör anspråk på området. Toppen på Mount Belgrave är 1 200 meter över havet.
Terrängen runt Mount Belgrave är kuperad åt sydväst, men åt nordost är den bergig. Trakten är obefolkad. Det finns inga samhällen i närheten. 